# إليزه أميس
إليزه أميس (بالإنجليزية: Elsie Ames)‏ هي ممثلة أمريكية، ولدت في 18 مايو 1902، وتوفيت في 3 مايو 1983.

## وصلات خارجية
- إليزه أميس على موقع IMDb (الإنجليزية)
- إليزه أميس على موقع روتن توميتوز (الإنجليزية)
- إليزه أميس على موقع قاعدة بيانات الفيلم (الإنجليزية)